# سردار (فیلم ۲۰۲۲)
سردار (انگلیسی: Sardar) فیلم جاسوسی اکشن هندی تامیل-زبان، محصول سال ۲۰۲۲ است که نویسندگی و کارگردانی آن را پی. اس. میتران انجام داده‌است و توسط لاکشمن کومار تحت نشان تولید پرنس پیکچرز ساخته شد. بازیگران اصلی فیلم کارتی در دو نقش جداگانه به همراه راجیشا ویجایان، راشی خانا، چانکی پاندی، لیلا، ریتویک، مونیشکانت، اویناش، یوگی ستو و بالاجی ساکتیول در نقش‌های کلیدی هستند.
فیلمبرداری اصلی در ماه آوریل ۲۰۲۱ شروع شد و در مناطقی از چنای، بمبئی، میسور، آذربایجان و گرجستان فیلمبرداری صورت گرفت. این فیلم در روز ۲۱ اکتبر ۲۰۲۲، پیش از آغاز جشن چند روزه دیوالی اکران گردید و نظرات بسیار مثبت منتقدان و بینندگان را در پی داشت. فیلم سردار در سراسر جهان، فروشی بیش از ۱۰۳٫۵ کرور روپیه (۱۳ میلیون دلار آمریکا) را بدست آورد که باعث شد به یکی از پرفروش‌ترین فیلمهای تامیل در سال ۲۰۲۲ تبدیل شود. ادامه و قسمت دوم این فیلم با بازیگران اصلی این فیلم در حال ساخت است.